# Óscar Santos
Óscar Santos (Cartagena, Bolívar, Colombia; 19 de julio de 1989) es un futbolista colombiano. Juega de delantero.

## Clubes
| Club                 | País     | Año         |
| -------------------- | -------- | ----------- |
| Real Cartagena       | Colombia | 2008 - 2009 |
| Atlético Bucaramanga | Colombia | 2010        |
| Real Cartagena       | Colombia | 2011        |
| Valledupar F.C.      | Colombia | 2012        |
| Llaneros             | Colombia | 2015        |
| Valledupar F.C.      | Colombia | 2016 - 2017 |

## Palmarés

### Campeonatos nacionales
| Título    | Club           | País     | Año  |
| --------- | -------------- | -------- | ---- |
| Primera B | Real Cartagena | Colombia | 2008 |

### Distinciones individuales
| Distinción                                     | Año  |
| ---------------------------------------------- | ---- |
| Máximo goleador de la Copa Colombia (10 goles) | 2014 |